# بلاذر
البَلَاذُر أو شبيه القلب (الاسم العلمي: Anacardium) هو جنس من النباتات يتبع فصيلة البلاذرية من رتبة الصابونيات. مهدها المناطق الاستوائية الأسيوية والأمريكية . أوراقها متعاقبة معنَّقة كاملة بسيطة. أزهارها عنقودية التجميع تاجية الارتكاز. ثمارها قلبية الشكل لحمية السوذق مأكولة. يستخلص من بزورها مادة قلوية تستأصل الثعول والقوبة. ويستخرج من سوقها عصارة صمغية تدعى صمغ البلاذر أو الأكاجو. أشهر أنواعه الشرقي، والغربي أو الأكاجو.